# Lale Nalbant
Lale Nalbant, ehemals Lale Nalpantoglu, (* 24. Juni 1976 in Leverkusen) ist eine deutsche Filmregisseurin und Casterin türkischer Abstammung.

## Leben und Wirken
Lale Nalbant begann 1996 ein Studium der Audiovisuellen Medien in der Fächergruppe Mediengestaltung an der Kunsthochschule für Medien Köln. Zudem absolvierte sie Praktika bei Produktionsfirmen in Köln und Berlin. Mit dem Kurzspielfilm Entinen Mies als Abschlussfilm beendete Lale Nalbant 2001 das Studium an der Kunsthochschule für Medien Köln. 2005 wurde sie mit dem Filmstipendium der Region Hannover ausgezeichnet. 
Während des Studiums an der Kunsthochschule für Medien Köln hat sich Lale Nalbant mit ihrem Mitstudenten Jens Schillmöller zusammengetan und realisiert mit ihm unter dem Namen le:forel enterprises Auftragsarbeiten für Film- und Fernsehproduktionen und eigene Kurzfilme.
Sie ist außerdem Gründerin und Leiterin der Firma :le und la, die seit 2007 existiert. Dies ist eine Schauspiel- und Castingagentur für Kinder und junge Erwachsene.

## Filmografie (Auswahl)

### Kurzfilme
- 2001: Entinen Mies (Drehbuch, Regie)
- 2004: Biyik (Drehbuch, Regie, Produktion)
- 2006: Nichts weiter als (Omnibusfilm, Regie bei der Episode Du und ich)
- 2007: Bus (Drehbuch, Produktion)
- 2007: Zucker: Girl (Regie und Produktion)

## Auszeichnungen
- 2002: Nominierung für den Filmpreis in Gold in der Kategorie Spielfilme mit einer Laufzeit bis 7 Minuten für Entinen Mies beim Deutschen Kurzfilmpreis
- 2002: Gewinnerin des Golden Knight in der Kategorie Class B für Entinen Mies beim Golden Knight International Film and Video Festival in Valletta auf Malta
- 2003: Nominierung in der Kategorie Bester Kurzfilm beim Filmfestival Türkei/Deutschland für Entinen Mies
- 2004: Besondere Erwähnung in der Kategorie Bester Kurzfilm beim Filmfestival Türkei/Deutschland für Biyik